# Rodez Agglomération
Die Rodez Agglomération ist ein französischer Gemeindeverband mit der Rechtsform einer Communauté d’agglomération im Département Aveyron in der Region Okzitanien. Sie wurde am 20. Dezember 1999 gegründet und umfasst acht Gemeinden. Der Verwaltungssitz befindet sich in der Stadt Rodez.

## Mitgliedsgemeinden
| Gemeinde            | Einwohner 1. Januar 2022 | Fläche km² | Dichte Einw./km² | Code INSEE | Postleitzahl |
| ------------------- | ------------------------ | ---------- | ---------------- | ---------- | ------------ |
| Druelle Balsac      | 3.179                    | 51,25      | 62               | 12090      | 12000, 12510 |
| Le Monastère        | 2.301                    | 6,73       | 342              | 12146      | 12000        |
| Luc-la-Primaube     | 6.054                    | 26,85      | 225              | 12133      | 12450        |
| Olemps              | 3.531                    | 12,79      | 276              | 12174      | 12510        |
| Onet-le-Château     | 12.062                   | 40,20      | 300              | 12176      | 12850        |
| Rodez               | 24.136                   | 11,18      | 2.159            | 12202      | 12000        |
| Sainte-Radegonde    | 1.774                    | 30,48      | 58               | 12241      | 12850        |
| Sébazac-Concourès   | 3.266                    | 25,82      | 126              | 12264      | 12740        |
| Rodez Agglomération | 56.303                   | 205,30     | 274              | –          | –            |